# Kvärlöv
Kvärlöv är en tätort i Landskrona kommun i Skåne län, belägen omkring 10 km sydost om Landskrona.

## Befolkningsutveckling
| Befolkningsutvecklingen i Kvärlöv 1990–2020              | Befolkningsutvecklingen i Kvärlöv 1990–2020 | Befolkningsutvecklingen i Kvärlöv 1990–2020 | Befolkningsutvecklingen i Kvärlöv 1990–2020 | Befolkningsutvecklingen i Kvärlöv 1990–2020 |
| -------------------------------------------------------- | ------------------------------------------- | ------------------------------------------- | ------------------------------------------- | ------------------------------------------- |
|                                                          |                                             |                                             |                                             |                                             |
| År                                                       |                                             |                                             | Folkmängd                                   | Areal (ha)                                  |
| 1990                                                     | 1990                                        |                                             | 217                                         | 36                                          |
| 1995                                                     | 1995                                        |                                             | 211                                         | 36                                          |
| 2000                                                     | 2000                                        |                                             | 196                                         | 36#                                         |
| 2005                                                     | 2005                                        |                                             | 206                                         | 35                                          |
| 2010                                                     | 2010                                        |                                             | 226                                         | 36                                          |
| 2015                                                     | 2015                                        |                                             | 240                                         | 46                                          |
| 2020                                                     | 2020                                        |                                             | 253                                         | 48                                          |
| Anm.: Ny tätort 1990. Ej tätort 2000–2005. # Som småort. |                                             |                                             |                                             |                                             |